# 东钱湖
东钱湖，亦称东湖、万金湖，是中华人民共和国浙江省宁波市境内的一个湖泊。东钱湖位于鄞州区东钱湖镇境内，南北长8.5公里，东西宽4.5公里，水域面积19.14平方公里，是浙江省最大的天然湖泊，也是宁波市区饮水和灌溉的主要水源。湖区和周围地区曾由宁波东钱湖旅游度假区代管，2021年重新由鄞州区管理。

## 地质特征
东钱湖属于闽浙地质，是远古时期地质运动形成的潟湖。古生代，东钱湖地区除微小升降和海侵之外，没有发生较大的变化。第四纪末期，东钱湖区域发生下沉，由于潮汐和沿海岸流作用造成周边淤积，因而形成海迹湖泊。

## 历代疏浚
东钱湖因其水源之一的钱埭，又因其位于鄞县城东而得名。最早的记载见于西晋著名文人陆云《答车茂安书》。唐天宝三年，鄮县令陆南金利用原湖泊西北部低洼地带筑堤，扩大湖面近十万倾。北宋天禧元年，王安石为鄞县令，大举整修东钱湖水利，为农业生产提供淡水保证。

## 主要景点
- 小普陀

相传为南宋宰相史浩为满足双目失明的母亲前往普陀山进香的愿望而建。
- 福泉山

目前为山体茶园。
- 岳鄂王庙

岳飞庙，始建于南宋端平年间，目前建筑为清代所建。
- 南宋石刻

原为史渐墓道，收集散落于他处的石刻构成南宋石刻公园。目前为全国重点文物保护单位东钱湖石刻的一部分。
- 庙沟后石牌坊

中国年代最久的石牌坊之一，目前为全国重点文物保护单位。
- 陶公岛

相传为范蠡与西施隐居之地，现为宁波烧烤最旺的地方。